# Hans Robert Jauß
Hans Robert Jauß (12. prosince 1921, Heidelberg – 1. března 1997, Kostnice) byl německý literární teoretik a romanista. Zabýval se zejména středověkou a moderní francouzskou literaturou.

## Život
Byl jedním ze zakladatelů univerzity v Kostnici.
Jeho nástupní profesorská přednáška na téže univerzitě měla název Literaturgeschichte als Provokation der Literaturwissenschaft. Stala se základem literárněteoretického směru zvaného recepční estetika.

## Dílo
- Literaturgeschichte als Provokation der Literaturwissenschaft, 1967
- Ästhetische Erfahrung und literarische Hermeneutik, 1991
- Wege des Verstehens, 1994